# Sara Duterte
Sara Zimmerman Duterte-Carpio (ur. 31 maja 1978 w Davao) – filipińska polityk, wiceprezydent Filipin (od 30 czerwca 2022).

## Życiorys
Urodziła się w Davao, jako dziecko Rodriga Duterte oraz Elizabeth Zimmerman. Od strony ojca pochodzi z rodziny o pewnych tradycjach politycznych. Początkowo uzyskała wykształcenie w zakresie medycyny, następnie podjęła także studia prawnicze. W 2006 krótko pracowała w Filipińskim Sądzie Najwyższym. W życie polityczne zaangażowała się bardzo wcześnie, w zdominowanym przez swego ojca mieście rodzinnym. W 2007 została zastępczynią burmistrza Davao, trzy lata później przeszła na stanowisko burmistrza. Ponownie na czele władz miejskich stanęła w 2016, tym razem pozostając na stanowisku przez dwie pełne kadencje, do 2022. W wyborach prezydenckich z 2022 wystartowała wraz z Bongbongiem Marcosem, jako jego kandydatka na wiceprezydenta. Została wybrana, na Filipinach bowiem kandydat na wiceprezydenta wybierany jest na urząd osobno, bez względu na to, z którym kandydatem prezydenckim startował. Zaprzysiężona 19 czerwca 2022, urząd formalnie objęła jedenaście dni później. Pełniła również jednocześnie funkcję ministra edukacji. Zrezygnowała z niej 19 lipca 2024. Odpowiadała za otwarcie filipińskich szkół oraz wznowienie zajęć po okresie wymuszonego przez sytuację pandemiczną kształcenia zdalnego.
Znana z populistycznej polityki, wymieniana jest przez komentatorów jako jedna z prawdopodobnych kandydatek w wyborach prezydenckich w 2028. Na jej cześć nazwano gatunek rośliny z rodziny toinowatych opisany w 2018 – Hoya indaysarae.